# Athanase Nikitine
Pour les articles homonymes, voir Nikitine.
Athanase Nikitine (en russe : Афана́сий Ники́тин, Afanassi Nikitine) (? - 1475) était un négociant, écrivain et explorateur russe habitant Tver, ville située au nord-ouest de Moscou. 
Il fut le premier Européen moderne connu à se rendre en Inde par une voie terrestre. Son périple est décrit dans son livre intitulé Voyage au-delà des trois mers.

## Son voyage
Le voyage d'Athanase Nikitine débute en 1466. Le marchand russe quitte alors Tver, sur la Volga, et se dirige vers la mer Caspienne. Il ignore que son périple durera six ans et qu'il le mènera jusqu'en Inde.
Nikitine a pour but principal de se rendre au royaume de Chirvan, situé à l'ouest de la mer Caspienne dans le Daghestan actuel. Pour cela, il descend le cours de la Volga jusqu'à son embouchure. Durant son voyage, il est pillé par des pirates, perd tous ses biens et décide de partir seul à l'aventure. Il traverse alors l'Iran jusqu'au port d'Ormuz, sur le golfe Persique, où il embarque pour l'Inde, qu'il atteindra au bout de quatre jours. Il arrive au port de Diu, sur la côte occidentale de l'Inde. Il navigue ensuite en direction du sud jusqu'à la ville de Chaul, où il débarque. Son itinéraire terrestre le mène jusqu'au Deccan. Sur le plan historique et humain, le Deccan s'oppose, en Inde, à la grande plaine du Nord où sont nés à plusieurs reprises de grands empires à vocation subcontinentale qui ont tendu à englober le Deccan mais n'y sont jamais parvenu intégralement.

## Son livre
Athanase Nikitine rapporte ses aventures dans un court récit intitulé Le Voyage au-delà des trois mers (la mer Caspienne, l'océan Indien et la mer Noire qu'il traverse pour revenir en Russie).
Dans son livre, il ne perd jamais de vue l'aspect commercial de son voyage. Athanase Nikitine accorde une place considérable aux informations concernant les productions et les échanges qui pourraient aider les négociants russes tentés de suivre ses traces. Il consacre aussi de longs passages aux qualités de l'hébergement et aux singularités de la nourriture. Dans ses récits, il s'étonne des mœurs vestimentaires des femmes indiennes, qui ne se couvrent ni la tête ni la poitrine. Il raconte également qu'elles enfantent une nombreuse progéniture. Il est frappé par les disparités sociales, surtout celles présentes dans le centre de l'Inde, c'est-à-dire le royaume bahmanide ; les paysans sont très pauvres et les nobles sont riches et fastueux. Le sultan dispose d'une escorte très impressionnante, qui mobilise des milliers d'hommes. Son palais, qui se trouve à Bîdar, est « merveilleux, partout des reliefs et de l'or ; la moindre pierre est sculptée et décorée d'or ».

## Son séjour en Inde
Il reste deux ans et demi en Inde et séjourne dans la ville de Junnar, édifiée au sommet d'une montagne. Il se familiarise petit à petit avec le pays et les mœurs des habitants. Junnar est une ville du district de Pune, dans l'État du Maharashtra. Les terres à proximité de Junnar sont très fertiles et on y cultive principalement le riz, le blé et la canne à sucre.

## Sa religion
Étant donné qu'il se trouve dans un pays qui ne connaît que les religions indiennes et l'islam, Athanase Nikitine est amené à s'interroger sur lui-même et sur ses croyances. Déconcerté, il voudrait pouvoir retrouver la paix en lisant les textes chrétiens ; mais ses livres de prières et le calendrier des fêtes religieuses mentionnant les astreintes d'abstinence qu'il avait emportés avec lui au départ de Tver lui ont été volés avec ses autres biens par les pirates. Il en vient à s'intéresser de plus en plus aux pratiques rituelles et aux idées religieuses des hindous et des musulmans. Il finit par conclure que ces religions ne sont pas si différentes de la sienne. Le Russe se met alors à jeuner, selon le rite chrétien pendant le mois de ramadan, c'est-à-dire en même temps que les musulmans. Il se demande tout de même si ce type de démarche ne le transformera pas en un adepte d'Allah. Pressé de se convertir à l'islam par un musulman, il refuse. Mais son inquiétude augmente quand son interlocuteur lui dit : « En vérité, tu prétends que tu n'es pas musulman, mais la religion chrétienne tu ne la connais pas. » C'est donc en chrétien qu'il quitte l'Inde et retourne en Russie, où il meurt avant de parvenir à Smolensk.

## Explorateurs de l'Inde
À part Athanase Nikitine, d'autres explorateurs sont partis en direction de l'Inde, tels que : Marco Polo, l'un des explorateurs du XIIIe siècle les plus connus ; Nicolò de' Conti, explorateur italien ; Fernão Mendes Pinto, explorateur portugais ; François Pyrard, un navigateur français ; Jean-Baptiste Tavernier, l'un des tout premiers français connus à commercer avec l'Inde.

## Honneurs
L'astéroïde (4605) Nikitine porte son nom.